# Metabraxas rufonotaria
Metabraxas rufonotaria är en fjärilsart som beskrevs av John Henry Leech 1897. Metabraxas rufonotaria ingår i släktet Metabraxas och familjen mätare. Inga underarter finns listade i Catalogue of Life.